# 烏爾瓦斯泰鄉

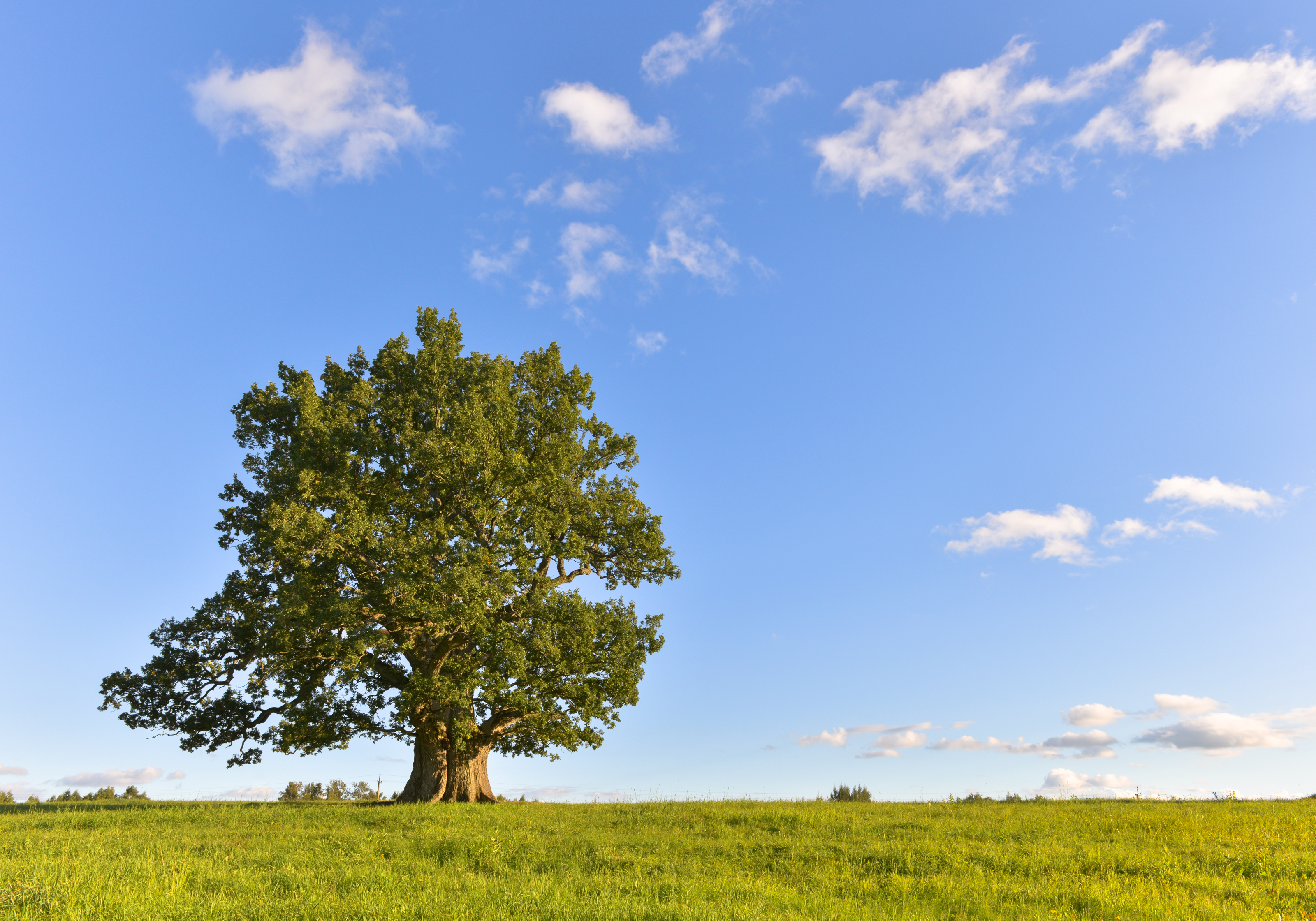
塔姆-劳里橡树

烏爾瓦斯泰鄉，曾是愛沙尼亞沃魯縣的一個鄉村型市镇，位於該國東南部，行政中心設於庫爾德雷，面積140平方公里，2009年人口1,413，人口密度每平方公里10人。
2017年爱沙尼亚行政改革后，烏爾瓦斯泰市镇与原安茨拉市镇合并为新的安茨拉市鎮。